# Esch-sur-Alzette
Esch-sur-Alzette este un municipiu în sud-vestul Luxemburgului, cu o populație de 29.853 locuitori.